# Jarabe de Palo
Jarabe de Palo  est un groupe espagnol (créé en 1996) mené par Pau Donés, qui est à la fois compositeur, guitariste et chanteur. Il s'agit d'un groupe rock espagnol, relativement connu en Espagne et qui a remporté un grand nombre de prix dont certains internationaux.
Le nom du groupe fut choisi à cause des différents sens de l'expression, « jarabe de palo » désignant à la fois le sirop de sucre de canne roux, le remède contre la parousse, les coups de bâton sur les fesses et, enfin, le « sirop de baffes ».

## Historique
Jarabe de Palo sort un premier album en 1996. Cet album, nommé La Flaca en référence au quatrième morceau de l'album, qui est d'ailleurs un des plus connu du groupe.
En 2009, ils ont publié, Orquesta Reciclando (Recycling Orchestra), dans lequel ils ont enregistré de nouvelles versions de leurs anciennes chansons et une nouvelle chanson. ¿Y ahora qué hacemos? (« et maintenant, qu'est-ce qu'on fait ? »), est sorti en 2011 et Somos (We Are) en 2014.
Le groupe a reçu les nominations aux Premios de la Música, Premio Ondas et au Grammy Awards. Ils ont collaboré avec La Vieja Trova Santiaguera, Antonio Vega, Vico C et Celia Cruz (bande originale de El milagro de P. Tinto). Donés a également composé des morceaux pour Ricky Martin et joué dans un clip vidéo avec Alanis Morissette. Ils ont également collaboré avec les musiciens italiens Jovanotti, Niccolò Fabi, Modà et Ermal Meta.
En 2020, Pau Donés succombe d'un cancer contre lequel il se battait depuis cinq ans.

## Membres du groupe
- Pau Donés ;
- Alex Tenasi ;
- Jordi Menaso ;
- Maria Roch ;
- Daniel Forcadano ;
- Toni Saigino.

## Discographie
- 1996 : La Flaca (CD en 1996 et édition spéciale CD + DVD en 2006) ;
- 1998 : Depende (il existe une version italienne de la chanson Depende en collaboration avec Jovanotti dont le titre est Dipende) ;
- 2001 : De vuelta y vuelta ;
- 2003 : Bonito (CD et CD + DVD) ;
- 2004 : Un metro cuadrado (1 m2) ;
- 2007 : Adelantando (qui inclut la chanson Déjame vivir avec Chambao) ;
- 2009 : Orquesta Reciclando (livre + disque) ;
- 2011 : ¿Y ahora qué hacemos? ;
- 2014 : Somos ;
- 2015 : Tour americano 14-15 ;
- 2017 : 50 Palos ;
- 2020 : Tragas o Escupes.

Discographie additionnelle :
- 2003 : Colección « Grandes » ;
- 2005 : Grandes éxitos ;
- 2005 : Completo, incompleto ;
- 2006 : Edición 10e aniversario « La Flaca ».